# Жулпа Робертас Римантович
Робертас Римантович Жулпа (лит. Robertas Žulpa, рос. Робертас Римантович Жулпа; 23 березня 1960, Вільнюс — 30 серпня 2024 там же) — радянський плавець, олімпійський чемпіон. Заслужений майстер спорту СРСР.

## Виступи на Олімпіадах
| Олімпіада   | Дисципліна                    | Місце     |
| ----------- | ----------------------------- | --------- |
| Москва 1980 | плавання на 100 метрів брасом | 3 h1 r1/2 |
| Москва 1980 | плавання на 200 метрів брасом | 1         |